# 僧涉
僧涉（?—?），十六国时前秦西域僧人。
僧涉不知姓氏。年轻时为沙门，前秦苻坚时，居住长安。清虚服气，不食五谷，据说一天能行走五百里，说没有发生的事，应验了如指掌。善占候，每预言干旱晴雨都应验，自称能以秘祝下神龙，每次天旱，苻坚常让他祈雨。之后龙下到钵盂中，天下大雨，苻坚和群臣亲到钵盂边观看。僧涉死在长安。后大旱一段时间，苻坚叹道：“涉公如果在，哪有这种忧虑！”

## 延伸阅读
[在维基数据编辑]
 《晉書·卷095》，出自房玄齡《晉書》